# Zwergspint
Der Zwergspint (Merops pusillus) ist ein Vogel aus der Gattung Merops und Familie der Bienenfresser (Meropidae). Er kommt in einem großen Teil Afrikas südlich der Sahara vor. Zugbewegungen beschränken sich auf kurze Strecken in Abhängigkeit von den Regenfällen.

## Aussehen
Wie andere Bienenfresser auch ist der Zwergspint ein schlanker, bunter Vogel. Seine Oberseite ist grün, die Kehle gelb, auf ein schwarzes Halsband folgt eine kastanienbraune Brust, die zum Bauch hin zu Beige verblasst. Die Flügel sind grün-braun und der Schnabel schwarz. Der Zwergspint wird 15 bis 17 Zentimeter lang und ist damit die kleinste Bienenfresserart.
Als häufiger und zutraulicher Vogel ist der Zwergspint in seinem Verbreitungsgebiet allgemein bekannt. Nach Schätzungen gibt es 60–80 Millionen Zwergspinte.
Die Art ist noch kleiner als der Somalispint (Merops revoilii).

## Verbreitung und Lebensraum
Der Zwergspint brütet in offenem Buschland, vorzugsweise in Gewässernähe. Als typischer Bienenfresser ernährt er sich hauptsächlich von Insekten, vor allem Bienen, Wespen und Hornissen, die er im Flug von einer Ansitzwarte aus fängt. Diese Warten sind oft weniger als einen Meter hoch. Vor dem Verzehr schlägt er die Beute mehrmals auf eine harte Oberfläche, sodass sie nicht mehr stechen kann.

## Lebensweise

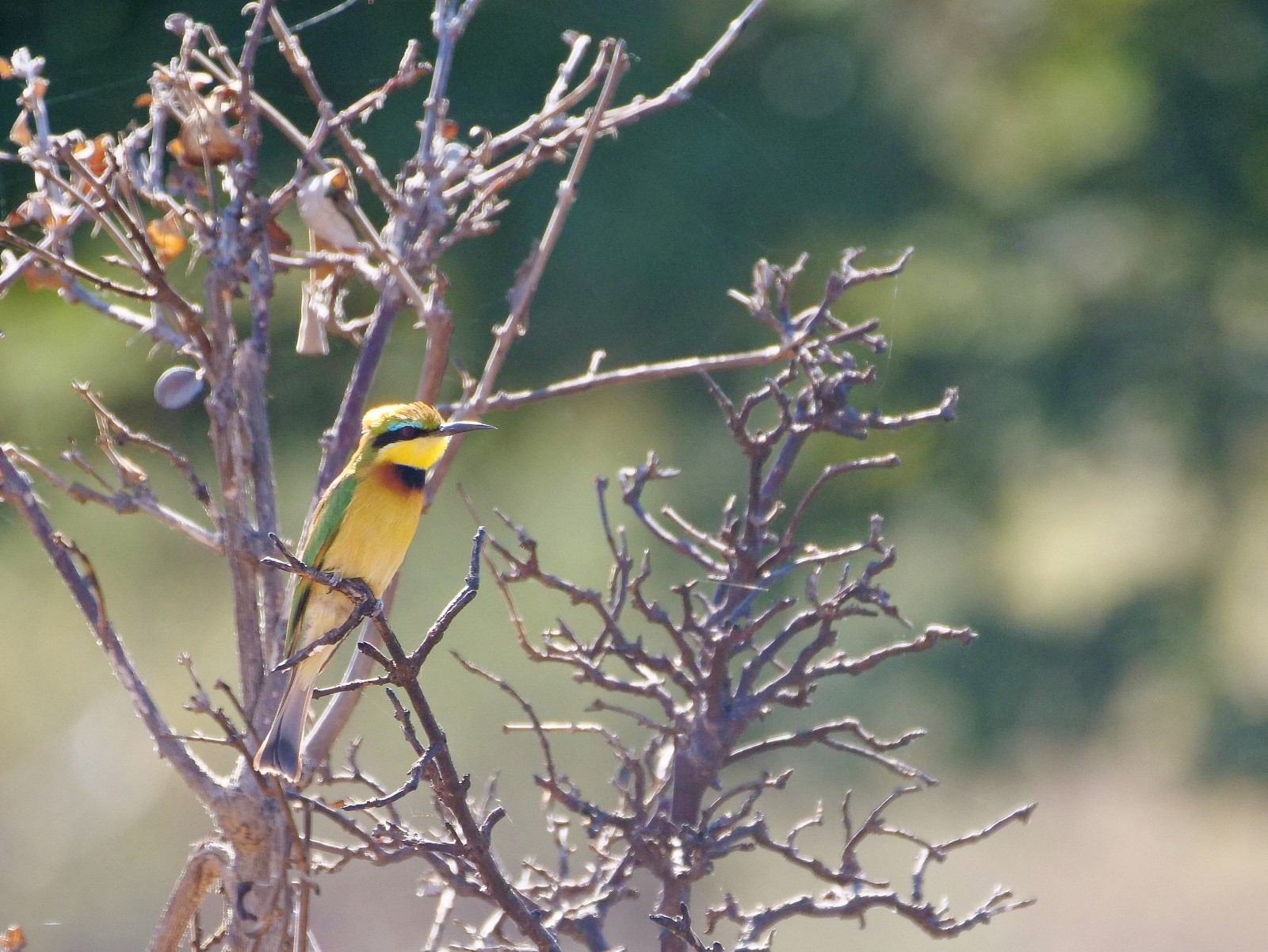
Zwergspint auf seinem Ansitz

Im Gegensatz zu anderen Bienenfressern brütet der Zwergspint nicht in Kolonien. Er gräbt eine Brutröhre in sandige Ufer oder auch in den Eingangsbereich eines Erdferkelbaues; Männchen und Weibchen wechseln sich beim Brüten ab. Zwergspinte bilden Schlafgemeinschaften auf Bäumen. Ihr Ruf ist ein weiches „siip“.
Der Zwergspint ist kein Zugvogel, sondern ein Standvogel. Die Vögel verlassen ihr Stammgebiet aber, wenn es dort zu trocken wird. Meist fliegen sie in den feuchteren Osten, kehren aber später zurück.
Die Brutzeit beginnt im September, zu Beginn des Südsommers, und reicht bis in den Februar. In dieser Zeit ist nicht mit heftigen Niederschlägen zu rechnen, die sonst die Nester – an Flussläufen oder direkt auf Sandbänken – und die Brut gefährden würden.

## Unterarten
Es sind fünf Unterarten bekannt:

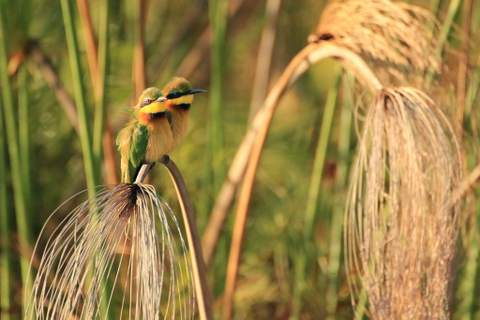
Zwergspinte auf einer Pflanze

- M. p. meridionalis  (Sharpe, 1892) – Verbreitung: Uganda (mit Ausnahme des Nordwestens) und Westkenia, südlich bis Angola und KwaZulu-Natal; Aussehen: grüne Stirn; kurzer, enger, hellblauer Streifen über dem Auge; sehr dünne, blau-weiße Linie zwischen Kehle und Kragen

- M. p. argutus Clancey, 1967 – Verbreitung: an der südlichen Verbreitungsgrenze von M. p. meridionalis, von Südwestangola bis Südwestsimbabwe und Botswana;Aussehen: blasser als M. p. meridionalis – mit etwas kleinerem Kragen

- M. p. cyanostictus Cabanis, 1869 – Verbreitung: überschneidet sich mit M. p. meridionalis im kenianischen Hochland und von dort durch den trockenen Osten und Norden Kenias bis Nordsomalia und Ostäthiopien; Aussehen: Stirn und breiter hellblauer Streifen über dem Auge; enge purpur-blaue Linie zwischen Kehle und Kragen

- M. p. ocularis (Reichenow, 1900) – Verbreitung: Oberer Uelle in Demokratische Republik Kongo und Nordwestuganda bis Äquatoria im Sudan, Nordwestäthiopien und Eritrea. Überschneidet sich mit M. p. cyanostictus in einem 200 km breiten Korridor; Aussehen: wie M. p. meridionalis, aber blasserer Unterkörper und Augenbrauen sind weniger betont.

- M. p. pusillus Müller, PLS 1776 – Verbreitung: reicht vom Senegal bis zum 29° Ost im Sudan, nördlich in den Mali bis zum 17° Nord und südlich in die Demokratische Republik Kongo bis 4° Nord. Aussehen: Stirn und Augenbrauen grün; keine blaue Linie zwischen Kehle und Kragen, manchmal eine ganz leichte, enge, tiefblaue Linie